# Aleksander Landsberg

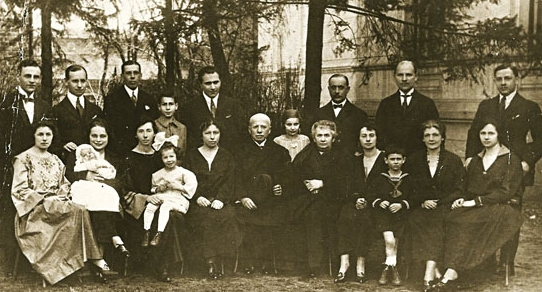
Rodzina Landsbergów przed willa przy ulicy Gustownej w Tomaszowie Mazowieckim (obecnie ul. Konstytucji 3 maja)

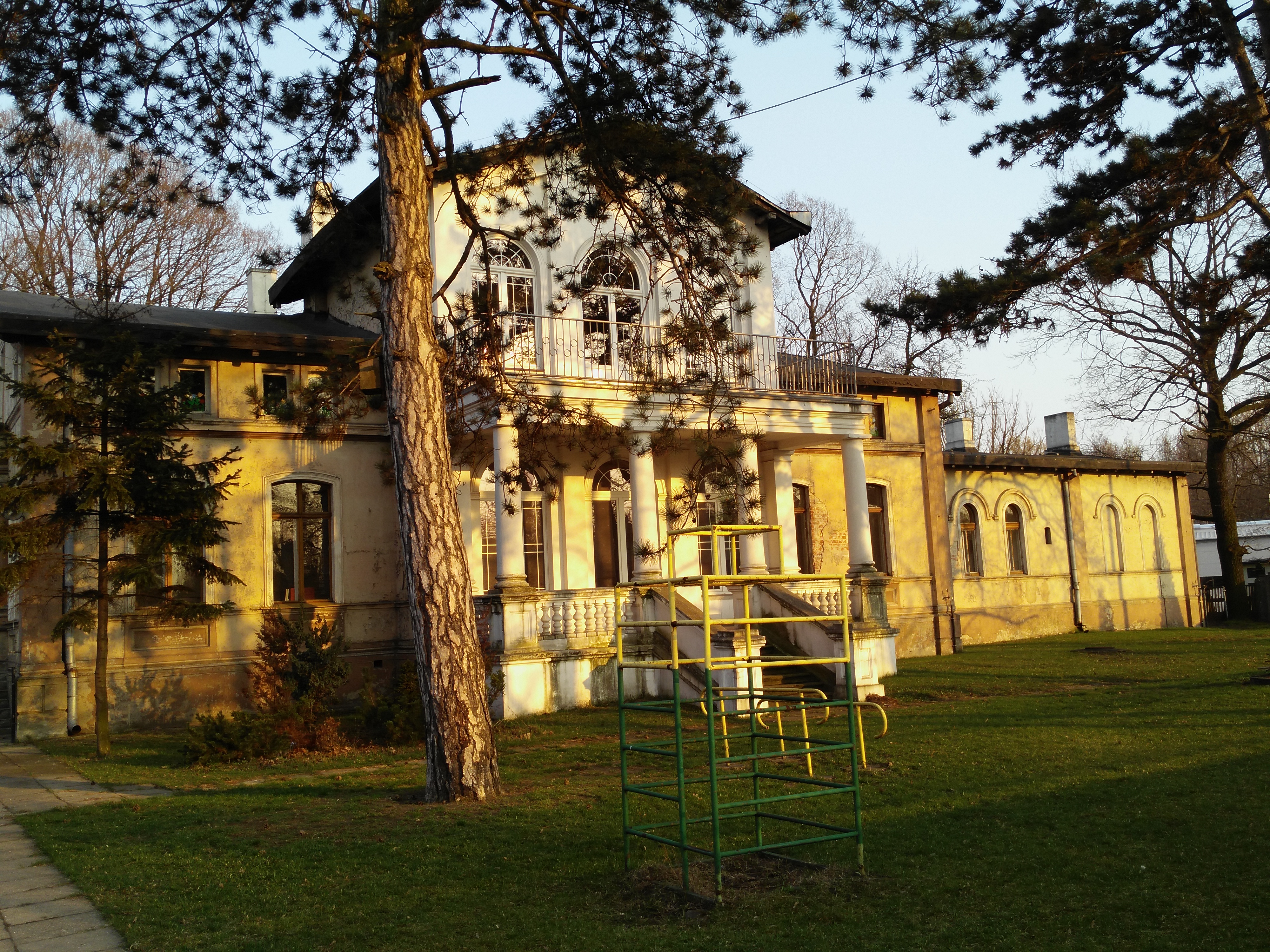
Willa Landsberga. ul. Konstytucji 3 Maja 36, Tomaszów Mazowiecki (obecnie przedszkole)

Aleksander Landsberg (właśc. Abram Lejb, ur. 15 stycznia 1859 w Warszawie, zm. 1 maja 1928 w Tomaszowie Mazowieckim) – przemysłowiec, działacz społeczny.

## Rodzina
Był synem Mendla Landsberga, kupca warszawskiego, i Łaji z domu Lejbke (Lewek). Miał co najmniej dwóch braci, którzy stali się fabrykantami w Tomaszowie Mazowieckim i w Łodzi: Hilarego (Hilela, 1843–1898) i Leopolda (Libera, 1861–1935). Poślubił bratanicę Eleonorę [Leę, Łaję] Landsberg (1862–1942), córkę brata Hilarego. Miał z nią siedmioro dzieci: Helenę Merzową (1884-1968), żonę (od r. 1906) Alfreda Merza; Julię Tofflerową (ur. 1887); Władysława (1888–1941), prawnika, przemysłowca; Marcelego (1890–1951), lekarza, specjalistę w zakresie chorób zakaźnych i chorób wewnętrznych, profesora Akademii Medycznej w Łodzi; Wandę Cichocką (1894–1978, matkę Joanny Kulmowej), Janinę Hirszbergową (ur. 1895) i Henrykę Stefańską (1900–1990), żonę tomaszowianina Henryka Steinmana-Kamińskiego (1900–1924).

## Edukacja
Jako chłopiec odbył dwuletnią praktykę w Tomaszowie Rawskim w fabryce sukna starszego brata Hilarego (Hilela). Brak bliższych wiadomości o dalszej edukacji Aleksandra Landsberga. Wiadomo jedynie, że dwukrotnie wyjeżdżał do Anglii „na studia fachowe i ogólne”. Wracając na stałe do kraju, sprowadził do Tomaszowa krosna mechaniczne.

## Działalność
Po śmierci brata Hilarego i przekształceniu firmy w towarzystwo akcyjne, Aleksander Landsberg został dyrektorem zarządzającym oraz wiceprezesem, później prezesem zarządu Spółki Akcyjnej Fabryk Sukna „H. Landsberg”. W 1910 był współzałożycielem Towarzystwa Akcyjnego Tomaszowskiej Fabryki Sztucznego Jedwabiu.

## Funkcje społeczne
Pełnił funkcję prezesa zarządu Zgromadzenia Kupców miasta Tomaszowa oraz prezesa Gminy Żydowskiej. W 1903 wydatnie przyczynił się do założenia w mieście Siedmioklasowej Szkoły Handlowej (obecnie I LO w Tomaszowie Mazowieckim) i był członkiem jej Rady Opiekuńczej. W domu Aleksandra Landsberga przy ul. Gustownej (obecnie ul. Konstytucji 3 Maja 46) przed I wojną światową koncertował Artur Rubinstein. W czasie I wojny światowej pełnił w magistracie obowiązki ławnika, zajmując się szpitalami, a później prowiantownią. Był członkiem honorowym Tomaszowskiej Ochotniczej Straży Ogniowej.

## Pochówek
Zmarł w Tomaszowie Mazowieckim i został pochowany z honorami na miejscowym cmentarzu żydowskim.